# Dauin
Dauin is een gemeente in de Filipijnse provincie Negros Oriental die grotendeels op het eiland Negros ligt. Het eiland Apo, op zo'n 7 kilometer afstand van de kust van de naburige gemeente Zamboanguita, behoort ook tot de gemeente. Bij de laatste census in 2007 had de gemeente bijna 24 duizend inwoners.

## Geografie

### Bestuurlijke indeling
Dauin is onderverdeeld in de volgende 22 barangays:
| - Anahawan - Apo Island - Bagacay - Baslay - Batuhon Dacu - Boloc-boloc - Bulak - Bunga - Casile - Libjo - Lipayo - Maayongtubig | - Mag-aso - Magsaysay - Malongcay Dacu - Masaplod Norte - Masaplod Sur - Panubtuban - Poblacion I - Poblacion II - Poblacion III - Tugawe - Tunga-tunga |

## Demografie
Dauin had bij de census van 2007 een inwoneraantal van 23.681 mensen. Dit zijn 2.604 mensen (12,4%) meer dan bij de vorige census van 2000. De gemiddelde jaarlijkse groei komt daarmee uit op 1,62%, hetgeen lager is dan het landelijk jaarlijks gemiddelde over deze periode (2,04%).